# Peróxido de carbamida
Peróxido de carbamida é um aduto de peróxido de hidrogênio e ureia (carbamida). São  agentes químicos usados no clareamento dentário, como anti-séptico bucal (quando em baixas concentrações) e também como solução otológica para amolecer o cerumen do ouvido, como preparo para a posterior remoção em lavagem pelo médico otorrino. 
No clareamento dental as concentrações podem variar de 1,5% até 35%, dependendo do seu uso, caseiro ou no consultório, e da recomendação do cirurgião-dentista. Sua aplicação é feita diretamente nos dentes, necessitando de todo um preparo prévio.
Seu uso geralmente é bem tolerado, embora possa provocar hipersensibilidade dos dentes às mudanças de temperatura em alguns casos. Entretanto, hoje em dia já está no mercado diversos produtos que diminuem essa sensibilidade e levam a satisfação do paciente.
Como amolecedor de cerumen  os otorrinos recomendam a aplicação por vários dias, nos quais o produto deve agir, e, então, consultar o médico para a limpeza final.«Em quanto tempo o cerumin começa derreter a cera?». Doctoralia. Consultado em 30 de agosto de 2021</ref>
O peróxido de carbamida pode ser preparado a partir do peróxido de hidrogênio e da uréia, e gera cristais brancos ou transparentes que são solúveis em água, especialmente em altas temperaturas.